# Polystichtis haemus
Polystichtis haemus är en fjärilsart som beskrevs av Hans Ferdinand Emil Julius Stichel 1916. Polystichtis haemus ingår i släktet Polystichtis och familjen Riodinidae. Inga underarter finns listade i Catalogue of Life.